# Еріх Крессманн
Еріх Крессманн (нім. Erich Kreßmann; 1 вересня 1891, Гофгайсмар — 24 січня 1945, Кюстрін) — німецький офіцер, генерал-лейтенант люфтваффе (1 лютого 1944).

## Біографія
7 жовтня 1911 року вступив в 20-й драгунський полк. Учасник Першої світової війни, в 1917/18 роках — командир роти. 1 жовтня 1919 року вступив у поліцію. З 1 квітня 1924 року — ад'ютант вищого поліцейського училища в Айхе, з 1 жовтня 1927 року — командир з'єднання, потім начальник району поліції порядку в Берліні, пізніше служив в управлінні поліції порядку в Берліні. 1 березня 1933 року переведений в прусське Міністерство внутрішніх справ, а потім включений до складу поліцейського полку «Герман Герінг». 1 травня 1935 року переведений в люфтваффе і 1 жовтня 1935 року призначений командиром дивізіону 4-го зенітного полку. З 1 березня 1938 року командував дивізіоном 88-го моторизованого зенітного полку легіону «Кондор». Учасник Громадянської війни в Іспанії. З 1 жовтня 1938 року — командир 44-го, з 29 лютого 1940 року — 6-го зенітного полку, з 1 червня 1940 року — 2-ї зенітної бригади. З 11 серпня 1941 року — вищий командир зенітних училищ авіаційних областей. З 15 грудня 1942 року — інспектор зенітних навчальних закладів і навчальних полків. 1 травня 1943 року призначений командувачем зенітної підготовки, а 8 вересня 1943 року — генералом зенітної підготовки. 1 листопада 1943 року призначений командиром 11-ї, з 19 лютого 1944 року — 1-ї зенітної дивізії. З 5 листопада 1944 року — генерал зенітної артилерії при штабі 3-ї авіаційної області (Берлін). Загинув внаслідок нещасного випадку.

## Нагороди
- Залізний хрест 2-го і 1-го класу
- Королівський орден дому Гогенцоллернів, лицарський хрест з мечами
- Почесний хрест ветерана війни з мечами
- Пам'ятна військова медаль (Угорщина) з мечами
- Медаль за участь у Європейській війні (1915—1918) з мечами (Третє Болгарське царство)
- Медаль «За вислугу років у поліції» 3-го, 2-го і 1-го класу (25 років)
- Почесний знак протиповітряної оборони 2-го ступеня
- Медаль «У пам'ять 1 жовтня 1938» із застібкою «Празький град»
- Хрест Воєнних заслуг 2-го класу з мечами